# André Lallemand
André Lallemand va néixer a Cirey-lès-Pontaillerel 29 de setembre de 1904 i va morir a París el 24 de març de 1978, va ser un astrònom francès.
Va ser director de l'Institut d'Astrofísica de París. Va fer importants contribucions al desenvolupament de fotomultiplicadors per l'astronomia i la "càmera electrònica" o "càmera de Lallemand."
Nomenat professor al Collège de France, que va ocupar la càtedra de mètodes físics d'Astronomia de 1961 a 1974. Va ser triat membre de l'Acadèmia Francesa de les Ciències el 1961. Va rebre el Premi Lalande de l'Acadèmia de Ciències de 1938 i Medalla Eddington de la Royal Astronomical Society el 1962 pel seu treball. El cràter Lallemand de la Lluna porta el seu nom, i l'Acadèmia de les Ciències presenta cada dos anys, el Premi Lallemand per al treball en astronomia.

## Biografia

### Els seus pares
André Lallemand era el fill de Louis Lallemand, nascut a Besançon 9 de desembre de 1873, i Lucie Lepee, nascuda el 7 de maig de 1880 a Pouilly-en-Auxois. Els pares de la Lucie Lepee tenien una botiga de queviures a Pouilly.
El seu pare, un mestre d'escola, va ser nomenat a Alsàcia al final de la Primera Guerra Mundial. Va ser en aquest moment necessiten mestres de les escoles per ensenyar francès als joves alsacians després de l'ensenyament de l'alemany des de la fi de la guerra de la guerra francoprussiana de 1870.

### La seva família
Louis Lallemand va ensenyar francès al Lycée Kléber. El seu fill tenia el mestre. En aquest moment, l'escola primària es va poder trobar en els edificis de les escoles. Va ser durant els seus estudis que André Lallemand va conèixer a la seva futura esposa: Suzanne Ancel. Ella era la filla d'un professor de medicina a la Universitat d'Estrasburg. Suzanne Ancel va treballar amb Pol Bouin, l'inventor del líquid de Bouin que és un fixador mòbil utilitzat durant molt de temps per a les observacions microscòpiques en biologia.
Es van casar i van tenir tres fills, un va morir en la infància, els altres dos són François, que va morir el 2011 i Denis que va morir el 2003. El primer va ser un farmacèutic, el segon va ser un professor associat de medicina a París: pioner de la radiologia, va instal·lar el primer centre d'IRM a la sala de pediatria de l'Hospital Necker de París.

### Estudis
André Lallemand va estudiar a la Facultat de Ciències d'Estrasburg, i en 1925 es va convertir en assistent de l'Observatori d'Estrasburg, a continuació, sota la direcció del Sr. Esclangon. Treballà especialment en el laboratori de Peter Weiss, que incloïa molts físics com Louis Neel (1904-2000), convertint-se en especialista sobre temes de magnetisme, incloent la introducció de l'anti-ferromagnetisme i del ferromagnetisme (seguint els passos de Pierre Curie, Pierre Weiss i Paul Langevin), acabant dirigint a Grenoble l'Institut Politècnic i el Centre d'estudis nuclears abans de rebre el premi Nobel de Física en 1970.
Del laboratori Pierre Weiss, a André Lallemand li agradà la "aplicació de mètodes experimentals rigorosos." Amb els seus treballs va arribar a millorar el brillant nivell en ciències físiques que tenia als 23 anys (en què va assolir el segon lloc en el rànquing nacional).

### Un professor jove i brillant
A l'Observatori d'Estrasburg, André Lallemand era l'ajudant d'André Danjon i de Gilbert Rougier. Allí va rebre la seva formació d'astrònom. No va participar en les observacions meridianes del sol, les estrelles, la determinació i la preservació del temps. Danjon és reemplaçat per Esclangon el 1930 i el treball va continuar movent-se cap a la realització d'instruments d'observació d'alta precisió en el camp de la posició de les estrelles: en particular, l'astrolabi impersonal.
Danjon i Lallemand eren molt amics: Lallemand va assegurar en les TP de les conferències d'Astronomia de Danjon. Els seus estudiants l'estimaven pel seu rigor benèvol. El seu amic Charles Fehrenbach, que va escriure el seu obituari, parla d'una "gestió amical i ferma."

### Les seves investigacions
Per als astrònoms de l'època, un dels problemes era obtenir imatges d'estrelles i nebuloses inaccessible per mitjans convencionals de la fotografia. La idea d'André Lallemand era optimitzar els recursos existents, és a dir, per equipar al telescopi de 2 metres de diàmetre del Observatori de Haute-Provence un sistema per augmentar les seves capacitats d'observació.
Aquesta idea se li va ocórrer el 1933, quan ell tenia 31 anys.
El laboratori d'Estrasburg, en la qual va treballar probablement havia mantingut rastres d'una investigació duta a terme per l'exèrcit alemany d'un sistema d'observació dels tancs, d'alguna manera l'avantpassat dels intensificadors d'imatge emprats pels militars. Es creu que el coneixement d'aquesta tècnica podria proporcionar elements per André Lallemand per dur a terme la invenció del fotomultiplicador i més tard la càmera electrònica.

### Anys de guerra
El 1939, André Lallemand va haver de treballar per a la defensa nacional, es diu el laboratori de Bellevue. Un desastre, es va unir a l'Observatori d'Estrasburg plegada a la Universitat de Clermont-Ferrand, on es reconstrueix d'alguna manera un laboratori. Ell sempre va ser tan càlid cap als seus col·legues i amics que el recorden amb gran respecte i simpatia, igual que tots els que el van conèixer.

### La maduresa
Finalment, el 1943, es va convertir en astrònom adjunt a París, i aleshores va poder reconstruir un laboratori amb el suport d'André Danjon per ser nomenat director de l'Observatori de París al final de la guerra.
El 1953, André Lallemand va ser nomenat astrònom titular de l'Observatori de París.
El 1961, se li va donar la Càtedra de Mètodes físics d'Astronomia del Col·legi de França. Era un professor on els seus cursos i seminaris van ser seguits amb admiració perquè era alhora conscient i perfeccionista.
Quan es va jubilar André Danjon, va acceptar, la devoció per l'astronomia, la direcció de l'Institut d'Astrofísica que va ocupar fins al 1972.

### Honors
Va rebre nombrosos premis i distincions atorgats per les dues organitzacions científiques, universitats a França i a l'estranger i la per la República Francesa.
Aquests nombrosos reconeixements no han desviat de la seva modèstia natural i els seus passatemps favorits: la caça, els seus gossos i el bricolatge. El seu geni inventiu es va manifestar a casa per sistemes de recuperació de calor produïda per la caldera a través de canonades i trampes de redistribució d'energia.
Ara descansa al cementiri de Pouilly-en-Auxois i el col·legi del municipi de Côte-d'Or porta el seu nom.